# Cœur de pirate
Béatrice Martin (Montreal, 22 september 1989), beter bekend onder haar artiestennaam Cœur de pirate, is een Canadese zangeres en pianiste.
Martin lanceerde haar eerste album, Cœur de pirate, op 16 september 2008 in Quebec en op 20 april 2009 in Frankrijk. In 2011 en 2014 volgden haar albums Blonde en Trauma (als soundtrack bij seizoen 5 van de gelijknamige Canadese dramaserie). Ze scoorde in de jaren '10 diverse hits in Frankrijk, waaronder Adieu, Oublie-moi, Prémonition en Ne m'appelle pas.
In 2014 componeerde ze de soundtrack voor Ubisoft Montreal's computerspel Child of Light.
Martin maakt ook deel uit van de muziekgroep Armistice, samen met zanger Jay Malinowski.

## Discografie
- 2008: Cœur de pirate
- 2011: Blonde
- 2014: Trauma
- 2014: Child of Light
- 2015: Roses
- 2018: En cas de tempête, ce jardin sera fermé